# Seth Ward (Texas)
Seth Ward és una concentració de població designada pel cens a l'estat de Texas (EUA). Segons el cens del 2000 tenia 1.926 habitants.

## Demografia
Segons el cens del 2000, Seth Ward tenia 1.926 habitants, 586 habitatges, i 467 famílies. La densitat de població era de 461,9 hab./km².
Dels 586 habitatges en un 48,8% hi vivien nens de menys de 18 anys, en un 56% hi vivien parelles casades, en un 16% dones solteres, i en un 20,3% no eren unitats familiars. En el 16,7% dels habitatges hi vivien persones soles el 6% de les quals corresponia a persones de 65 anys o més que vivien soles. El nombre mitjà de persones vivint en cada habitatge era de 3,29 i el nombre mitjà de persones que vivien en cada família era de 3,69.
Per edats la població es repartia de la següent manera: un 38% tenia menys de 18 anys, un 9,8% entre 18 i 24, un 27,9% entre 25 i 44, un 15,4% de 45 a 60 i un 8,9% 65 anys o més.
L'edat mediana era de 27 anys. Per cada 100 dones de 18 o més anys hi havia 99 homes.
La renda mediana per habitatge era de 24.167 $ i la renda mediana per família de 28.000 $. Els homes tenien una renda mediana de 22.152 $ mentre que les dones 18.583 $. La renda per capita de la població era de 9.663 $. Aproximadament el 19,2% de les famílies i el 25,7% de la població estaven per davall del llindar de pobresa.

## Poblacions properes
El següent diagrama mostra les poblacions més properes.